# Фрідріх Йозіас Саксен-Кобург-Готський
Принц Фрідріх Йозіас Карл Едуард Ернст Кирілл Гаральд Саксен-Кобург-Готський (нім. Friedrich Josias Carl Eduard Kyrill Harald Prinz von Sachsen-Coburg und Gotha; 29 листопада 1918, Калленбергський замок — 23 січня 1998, Амштеттен) — глава герцогського дому Саксен-Кобург-Гота (6 березня 1954 — 23 грудня 1998).

## Біографія
Молодший (третій) син Карла Едуарда (1884—1954), останнього правлячого герцога Саксен-Кобург-Готського (1900—1918), і принцеси Вікторії Адельгейди Шлезвіг-Гольштейн-Зондербург-Глюксбурзької (1885—1970).
У 1938 році принц Фрідріх Йозіас вступив до лав Вермахту, брав участь в окупації Чехословаччини, Польщі та Франції. У 1941 році він брав участь у військових діях проти Югославії і Радянського Союзу. Взимку 1941 року принц серйозно захворів. Після одужання в чині обер-лейтенанта бився на Кавказі. У 1944 році принц Фрідріх Йосія в чині офіцера-ординарця генерал-фельдмаршала Ервіна Роммеля служив на французькому узбережжі. У червні 1944 році принц служив в Данії під командуванням генерала Германа фон Ганнекена, в травні 1945 року потрапив в полон до англійців, але був звільнений восени того ж року.
У 1946 році принц Фрідріх виїхав з Німеччини до Швеції до своєї сестри Сибілли, дружині шведського принца Густава-Адольфа. З 1946 року він став працювати в шведській судноплавній компанії «Johnson Line AB», з 1948 року — в компанії «W. R. Grace & Co» в Сан-Франциско. У 1951 році принц працював на пароплавстві в Сантосі, а в 1952 році він повернувся до Німеччини і працював в Гамбурзькому офісі судноплавної компанії.
6 березня 1954 року, після смерті свого батька Карла Едуарда, принц Фрідріх Йозіас став новим главою дому Саксен-Кобург-Гота і титулярним герцогом Саксен-Кобург-Готським.
З 1958 року принц знову працював у шведській компанії «Johnson Line AB» в Буенос-Айресі. У 1964 році принц повернувся до Німеччини, спочатку 3 роки жив у Гамбурзі, потім з 1967 року — в Кобурзі, а потім перебрався в місто Грайн в Австрії.
23 січня 1998 року 79-річний Фрідріх Йозіас Саксен-Кобург-Гота помер в лікарні Амштеттена. Він був похований в замку Коллеберг в Кобурзі. Його титул і майно успадкував його старший син, принц Андреас.

## Сім'я
25 січня 1942 року в Касселі Фрідріх Йозіас одружився першим шлюбом зі своєю кузиною, графинею Вікторією Луїзою Зольмс-Барутською (13 березня 1921 — 1 березня 2003), єдиною дочкою графа Ганса Зольмс-Барутського (1893—1972) і принцеси Кароліни Матильди Зондербург-Глюксбурзької (1894—1972). Подружжя розлучилося 19 вересня 1946 року. У них був один син:
- Андреас, принц Саксен-Кобург-Готський (21 березня 1943), нинішній голова дому Саксен-Кобург-Гота з 1998 року.

14 лютого 1948 року в Сан-Франциско Фрідріх Йозіас вдруге одружився з Деніз Генрієттою де Мураль (14 грудня 1923 — 25 квітня 2005). У них народилося троє дітей:
- Принцеса Марія Клаудія Сибілла Саксен-Кобург-Готська (22 травня 1949, Сан-Франциско — 5 лютого 2016), вийшла заміж в 1971 році за Гіона Шефера (20 липня 1945), двоє дітей
- Принцеса Беатриса Шарлотта Саксен-Кобург-Готська (15 липня 1951, Берн), чоловік з 1977 року — принц Фрідріх Ернст Саксен-Майнінгенскій (21 січня 1935 — 13 липня 2004), двоє дітей
- Принц Адріан Вінценц Едуард Саксен-Кобург-Готський (18 жовтня 1955, Кобург — 30 серпня 2011, Берн), перша дружина (1984—1993) Лея Ріндеркнехт (5 січня 1960), друга дружина з 1997 року Гертруда Кріг (18 березня 1958). Двоє синів від першого шлюбу.

17 вересня 1964 Фрідріх Йосія і Деніз розлучилися. 30 жовтня 1964 року в Гамбурзі він втретє одружився з Катрін Бремме (22 квітня 1940 — 13 липня 2011). Третій шлюб був бездітним.

## Нагороди
- Орден дому Саксен-Ернестіне, великий хрест
- Медаль «У пам'ять 1 жовтня 1938» (23 серпня 1939)
- Залізний хрест
  - 2-го класу (28 квітня 1941)
  - 1-го класу (1944)
- Нагрудний знак «За танкову атаку» в бронзі (8 серпня 1941)
- Почесний громадянин міста Грайн (23 листопада 1988) — за заслуги у реставрації замку Грайнбург.